# Антоново (Малоритский район)
Антоново (бел. Антано́ва, Антуно́ва) ― деревня в Малоритском районе Брестской области Беларуси. Входит в состав Великоритского сельсовета.

## География
Пролегает дорога Н-749.
Ближайшие населённые пункты Большие Радваничи, Малые Радваничи Брестского района и др.

## История
В 1905 году в Радваничской волости Брестского уезда Гродненской губернии.

## Население

### Численность
- 2019 год ― 19 жителей

### Динамика
- 1999 год ― 67 жителей (перепись населения)
- 2009 год ― 33 жителей (перепись населения)[2]
- 2019 год ― 19 жителей (перепись населения)

## Галерея

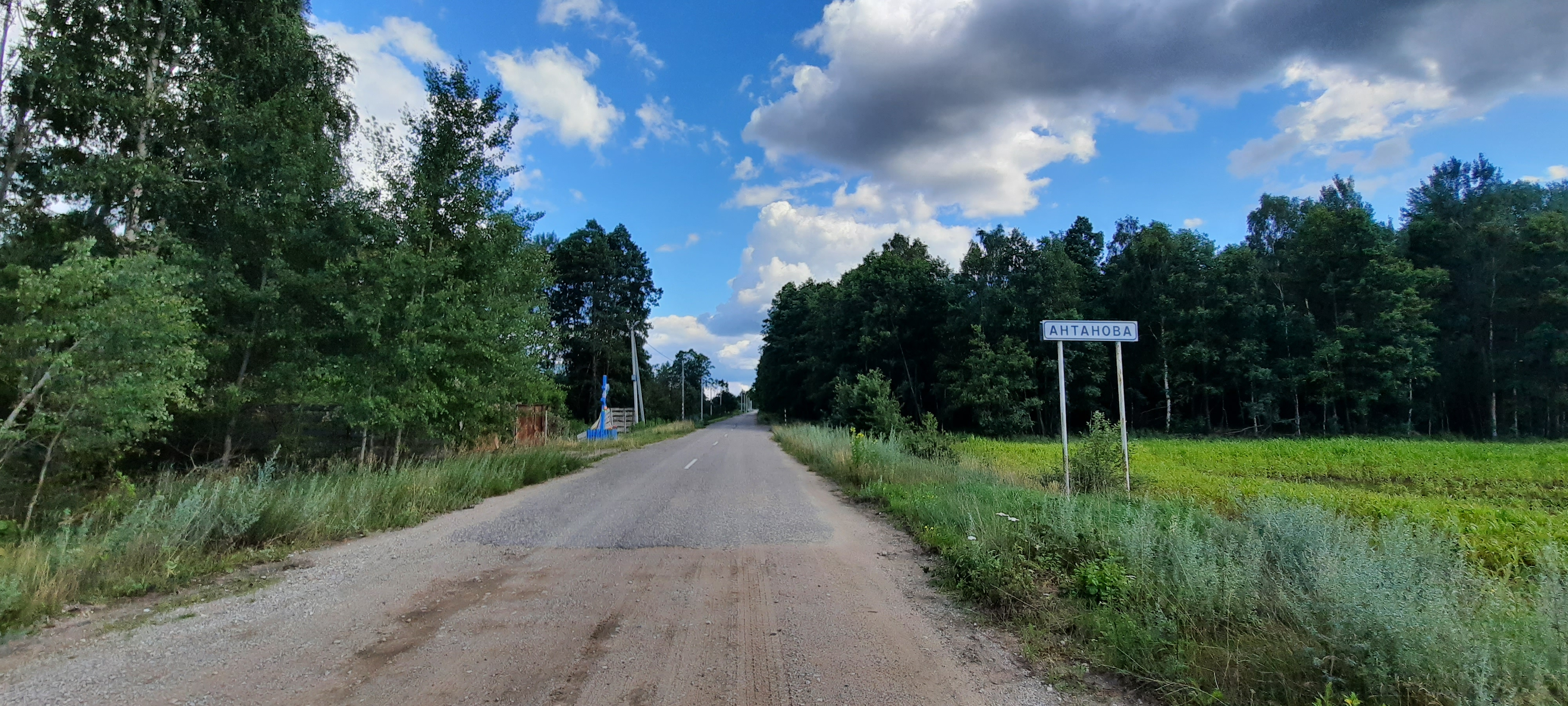
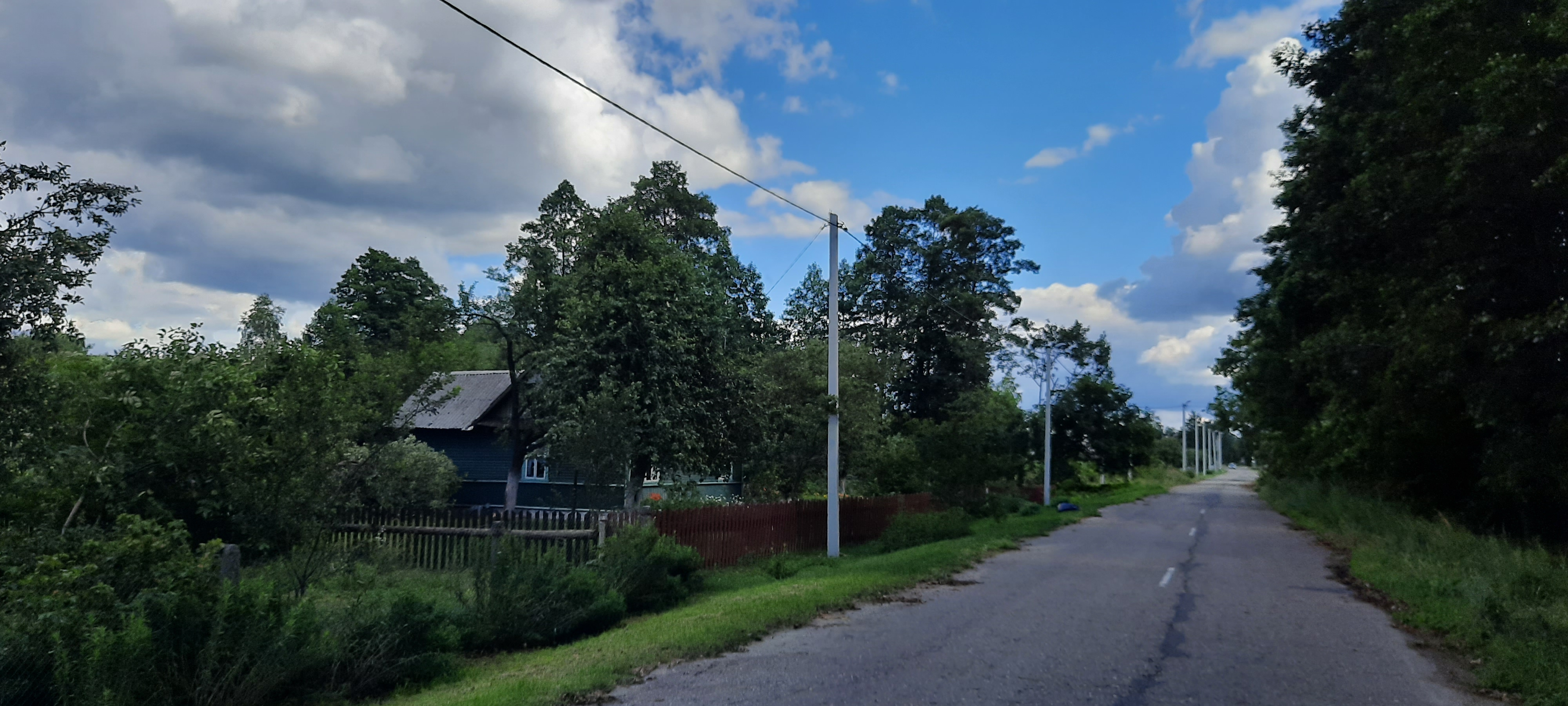
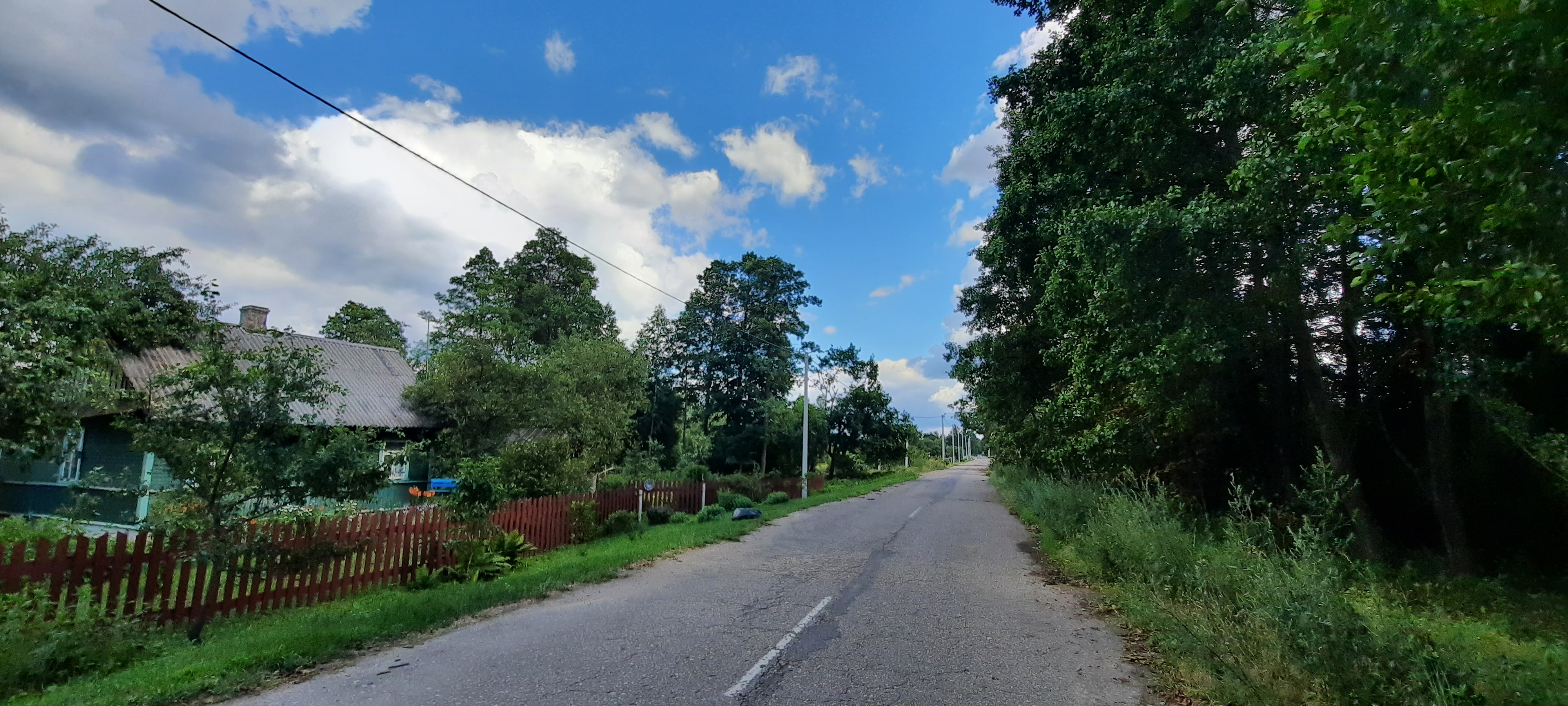
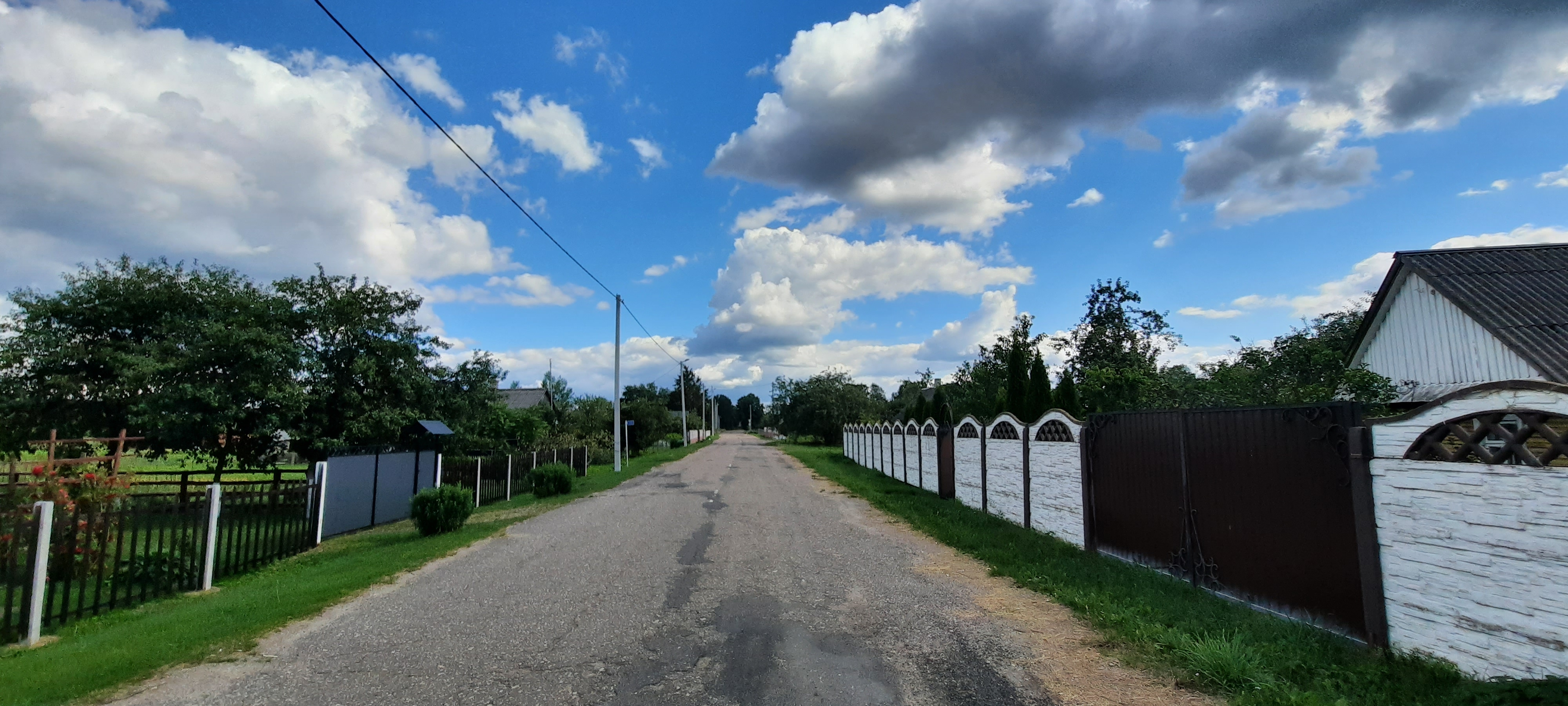